# Роллан, Пьер (велогонщик)
Пьер Роллан (фр. Pierre Rolland ; род. 10 октября 1986, Жьен, Франция) — французский профессиональный шоссейный велогонщик, выступающий за команду Team Europcar.

## Карьера
Первый профессиональный контракт Роллан подписал в конце 2006 года с командой Crédit Agricole, в составе которой в первом же сезоне одержал две победы, выиграв этап многодневки La Tropicale Amissa Bongo по дорогам Габона и этам домашнего Тур де Лимузин. Год спустя Пьер выиграл горный зачет Критериума Дофине и принял участие в Олимпиаде, но не смог завершить групповую гонку.
С 2009 года Роллан выступает за команду Team Europcar. В 2009 году он впервые участвовал в Тур де Франс и завершил его на 21-м, месте, а год спустя был только 58-м. Звездный час француза наступил на Туре 2011 года. Роллан был главным помощником Томаса Фёклера, который долгое время был лидером общего зачета. После того, как тот потерял жёлтую майку, Роллан получил свободу действий и выиграл «королевский» 19-й этап, который финишировал на вершине Альп-д'Юэз. Эта атака принесла французу не только первую победу в рамках «большой петли», но и звание лучшего молодого гонщика, и место в десятке сильнейших общего зачета.
На Тур де Франс 2012 Роллан уже был лидером своем команды и смог выиграть ещё один горный этап.

## Личная жизнь
В августе 2014 года в семье Пьера Роллана и Марион родилась дочь Джаде.